# Luka Gruž
Luka Gruž je međunarodna pomorska putnička luka grada Dubrovnika.

## Položaj
Luka Gruž se nalazi u dubrovačkom poslovnom centru u naselju Gruž, 3 km zapadno od stare gradske jezgre, u zaljevu između poluotoka Lapada s južne, južnih padina brda Srđa sa sjeverne, te naselja Batala s istočne strane.

## Povijest
Razvojem trgovine i dolaskom željezničke pruge u Dubrovnik, ukazala se potreba za gradnjom nove pomorske luke u Dubrovniku jer stara gradska luka ni svojim položajem, ali ni mogućnostima nije ni približno udovoljavala zahtjevima za gradnju teretne luke.
Luka je u početku bila teretno-putnička pa je shodno tome uređen jedan putnički gat, a ostatak luke je izgrađen kao pristanište za teretne brodove s dizalicama za istovar i utovar brodskog tereta, kao i terminalom za istovar i utovar željezničkih vagona, kojima se vršio prevoz raznih dobara diljem bivše Jugoslavije.
Luka je bila specijalizirana za prihvat i daljnji transport drvne građe, međutim daljnjim razvojem luke izgrađena je velika hladnjača za prihvat i skladištenje lako kvarljivih prehrambenih proizvoda. Također je izgrađen veliki terminal za prihvat putnika s carinom i graničnim prijelazom, restoranom i ostalim sadržajima potrebnim za promet putnika.
Tijekom Domovinskog rata, nakon višednevnog granatiranja, hladnjača je uništena u potpunosti, a terminal za prihvat putnika je pretrpio ogromna oštećenja. Luka je u to vrijeme bila jedina veza Dubrovnika sa svijetom, jer je Dubrovnik bio u potpunom okruženju.
Nakon Domovinskog rata luka Gruž je potpuno prenamijenjena u putničko-turističku luku, te su shodno tome uklonjene sve dizalice.

## Kapaciteti
Luka Gruž danas prima i do tri mega kruzera na kružnim putovanjima, te putničke trajekte na redovnim linijama između svih hrvatskih značajnijih luka i na linijama s talijanskim lukama Anconom, Barijem i Pescarom. Deseta je svjetska i treća mediteranska luka po broju putnika na jednodnevnoj posjeti nekom odredištu na kružnim putovanjima.
Dio luke, uz Grušku i lapadsku obalu uz jedriličarski klub Orsan, je namijenjen jahtama s vezovima koji imaju priključak na pitku vodu i električnu mrežu.

## Ostali sadržaji
Luka Gruž danas u svom sastavu ima međunarodni granični prijelaz, restoran, caffe bar, veliki trgovački centar, benzinsku crpku za plovila i peljara (pilota) za pomoć pri uplovljavanju i isplovljavanju.
U neposrednoj blizini luke nalazi se hotel Petka, robna kuća Srđ, putničke agencije, mjenjačnice, tržnica, rent-a-car agencije.
U sastavu luke je i dubrovački autobusni kolodvor.

## Bitne napomene
Luka je zaklonjena od svih vjetrova osim zapadnog vjetra koji izaziva male valove.
Ulaz u luku u blizini lapadske obale je plitak.
Dozvoljena brzina kretanja plovila pri isplovljavanju i uplovljavanju u luku je 4 čvora.

## Vanjske poveznice
- Luka Gruž (službene stranice)